# Антракт

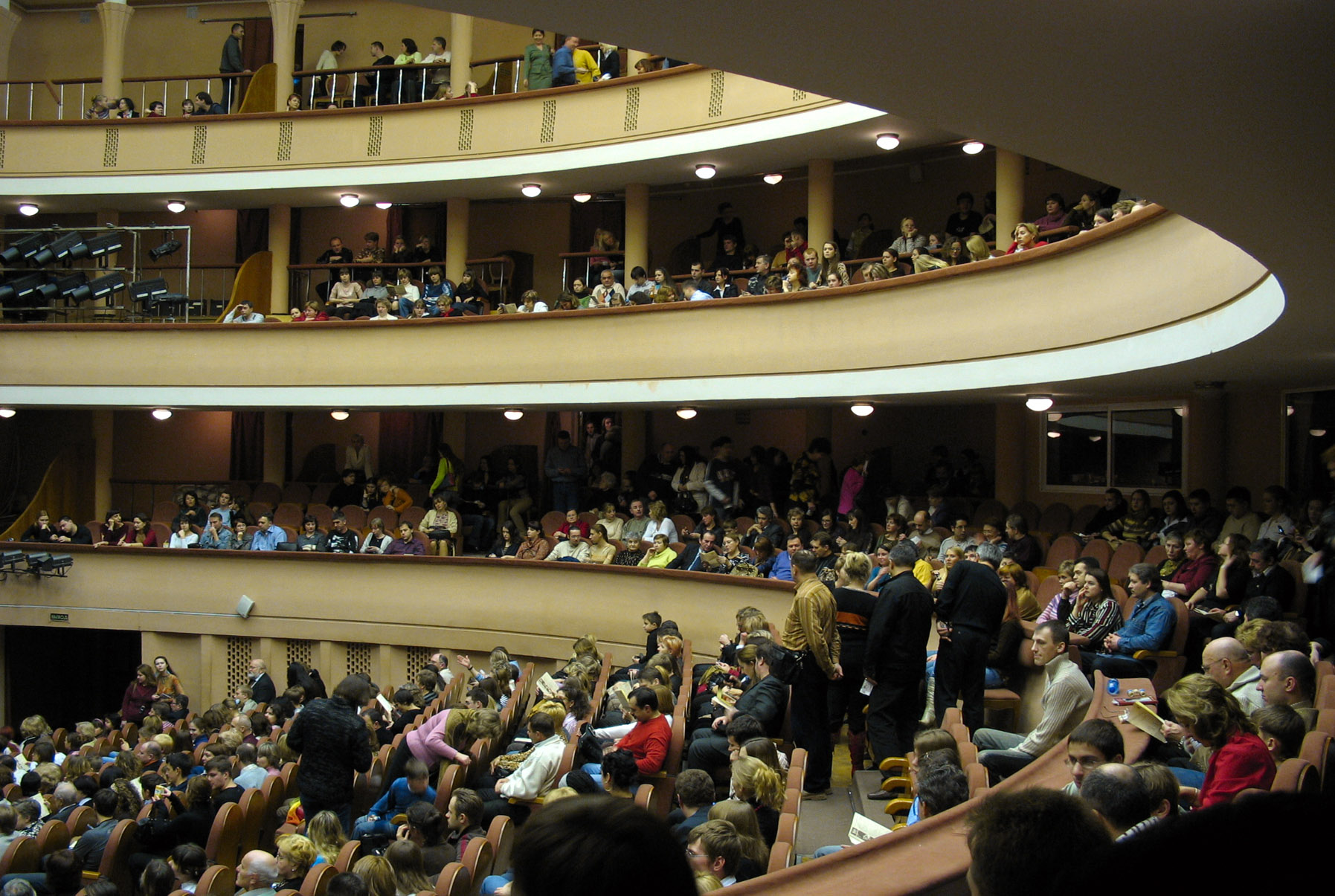
Антракт в театрі.

Антра́кт (від фр. entre — між, фр. acte — дія) — 
1. Перерва між діями вистави або відділами концерту.
2. Музичний вступ до дії або картини (крім першої) оперної, балетної, драматичної вистави. Антракт передає основний настрій, зміст наступної дії. Наприклад, вступ до 2-ї дії опери «Богдан Хмельницький» К. Данькевича.
3. У придворному театрі епохи Ренесансу у антракту було особливе значення. Саме в цей час глядачі могли продемонструвати один одному свої шикарні туалети.
4. Антракт — відпочинок для глядачів, але зовсім не для дії. Передбачається, що персонажі продовжують жити своїм життям в перервах між актами.
5. Антракт в театрі.Антракт — це ще й психологічна необхідність для глядача, увагу якого важко утримувати без перерви понад дві години. Крім того, повернення до дійсності змушує глядача замислюватися про побачене, оцінювати акторську майстерність, узагальнювати і систематизувати безліч вражень. Це момент пробудження критичності. Не дивно, що епічна драматургія сприяє збільшенню таких пауз у виставі, змушуючи публіку «втручатися» в моменти руйнування ілюзії. І навпаки, вистави, засновані на гіпнотичному впливі сьогодні нерідко зовсім відмовляються від таких перепочинків.

Антракт із опери «Ніс» Д. Шостаковичаⓘ